# Período geométrico

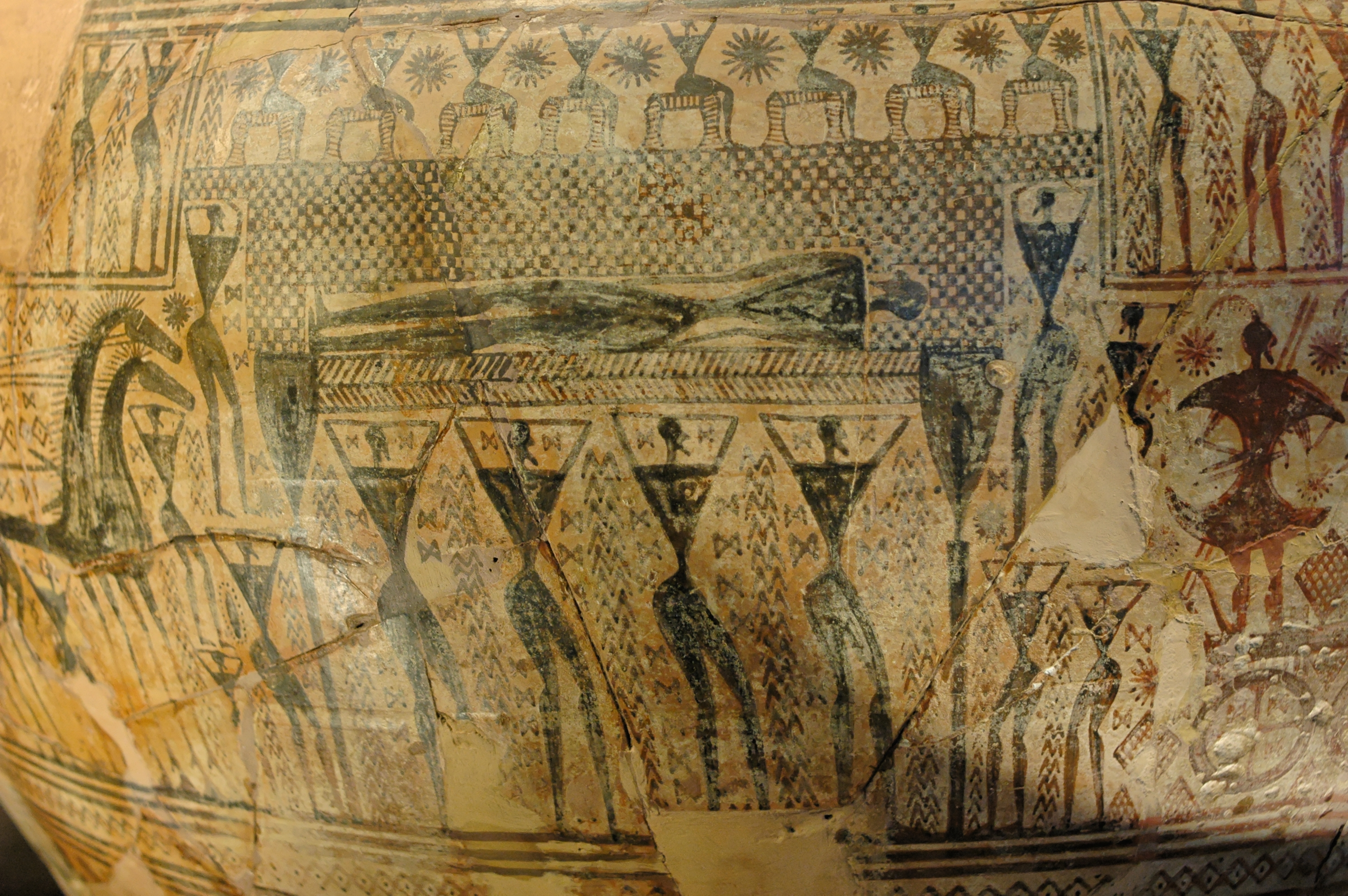
Vaso grego do período geométrico

Designa-se por período geométrico um dos seis períodos da história da Grécia Antiga, aproximadamente entre 900 a.C. e 750 a.C., e que se sucede ao período protogeométrico. Constitui-se como uma fase da arte grega e é caracterizado pela existência de motivos geométricos na cerâmica, que floresceram no final da Idade das Trevas. O seu centro era Atenas. A arte geométrica foi difundida entre as cidades comerciais das Ilhas Egeias.

## Caracterização geral
A cronologia é baseada no estudo da cerâmica, que é caracterizada nesta época, na Ática, em Eubeia e na Argólida por decorações com motivos de semi-círculos ou círculos concêntricos traçados com o auxílio de compassos. Se é fácil determinar as grandes fases na evolução da cerâmica geométrica, é em contrapartida difícil fazer coincidir estas fases com as mudanças políticas ou sociais deste período.
Numerosas esculturas desta época foram encontraras no século XIX, em especial no sítio arqueológico de Olímpia, onde se realizavam os antigos Jogos Olímpicos. Estas representações de animais (cavalos, coelhos, touros, cães, etc.) e figuras humanas são a prova de uma abstracção que se foi incrementando. Esta abstracção é o fruto de uma vontade, e não de uma impossibilidade de fazer melhor a representação de figuras.
Os vasos no estilo geométrico, bem como outros elementos cerâmicos, caracterizam-se por terem faixas horizontais que circundam toda a peça. Entre essas linhas o artista usou uma série de outros motivos decorativos tais como o ziguezague, o triângulo, a grega ou a suástica. Além dos elementos abstractos, os artistas desta época introduziram figurações estilizadas de  humanos e animais que marcam uma distinção significativa da anterior arte do período protogeométrico. Muitos dos objectos sobreviventes desta época são artigos para usar nos ritos funerários, e uma parte especialmente importante destes são as ânforas que eram sinais de denotação de túmulos para a aristocracia, principalmente a ânfora do Mestre de Dipylon.
Desenhos lineares foram o principal motivo usado neste período. O padrão da grega era frequentemente colocado entre as faixas para enquadrar painéis decorativos maiores. As áreas mais usadas para decoração pelos oleiros em formas como as das ânforas e lécitos eram a embocadura das peças, que não apenas ofereciam maior liberdade para decoração como também enfatizavam as dimensões dos recipientes.

## Representação da figura humana
As primeiras figuras humanas surgiram por volta de 770 a.C. nas pegas de vasos. As figuras masculinas eram representadas com um torso triangular, uma cabeça ovóide com uma forma indistinta para o nariz, longas coxas cilíndricas e ausência de cabelo. As figuras femininas eram também abstractas. O longo cabelo era representado por uma série de linhas, tal como os seios, que apareciam como pinceladas debaixo das axilas.